# St. Margarets Bay (Nova Scotia)

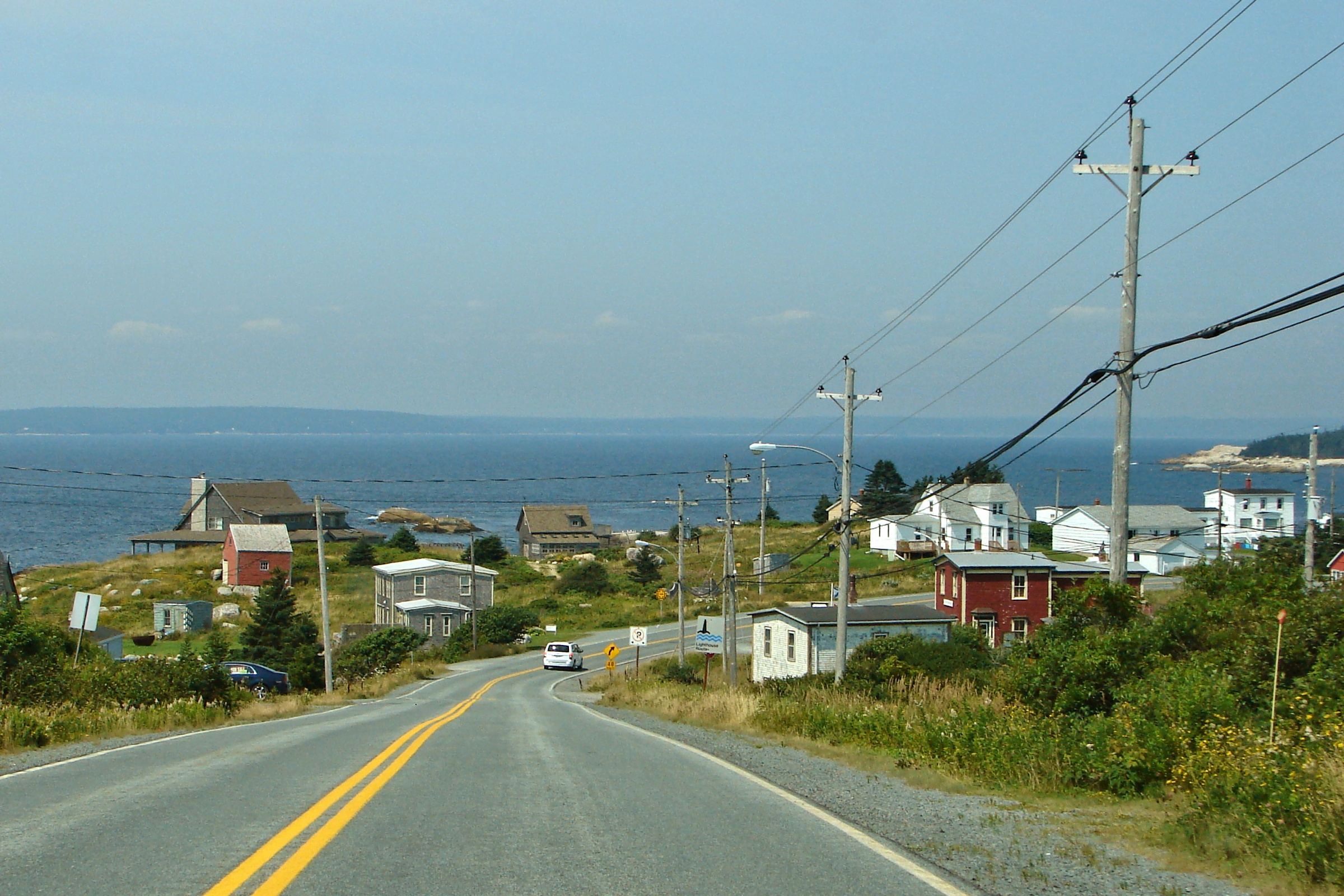
Die Bucht, von Indian Harbour aus gesehen.

Die Saint Margarets Bay (auch St. Margaret’s Bay) ist eine nach Süden offene Bucht an der kanadischen Atlantik-Küste in der Provinz Nova Scotia. Die westliche Küste der Bucht wird von der Aspotogan-Halbinsel gebildet, die östliche von der Chebucto-Halbinsel.
Die Küstenlinie ist mehrheitlich felsig. Sandige Abschnitte befinden sich vor allem an der nördlichen Küste. Die Saint Margarets Bay ist für Segler ein beliebtes Reiseziel. Sie bietet ansehnliche Küsten, zahlreiche kleine Inseln, und viele wettergeschützte Ankerstellen.
In The Whalesback, eine Landzunge etwa einen Kilometer von Peggy’s Cove entfernt, befindet sich eines der Denkmäler für das Unglück von Swissair-Flug 111. Die drei Kerben im Denkmal symbolisieren die Flugnummer.
Der War Plan Red – ein seit 1927 erarbeiteter Plan für einen möglichen Krieg gegen Großbritannien – sah eine Landung der amerikanischen Truppen in Saint Margarets Bay vor, um Halifax zu besetzen und die britische Nachschublinie nach Kanada abzuschnüren.
Koordinaten: 44° 35′ 0″ N, 64° 0′ 0″ W